# Wendell McKines
Wendell McKines (Oakland, 18 agosto 1988) è un ex cestista statunitense.